# Flavanone 3-diossigenasi
La flavanone 3-diossigenasi è un enzima appartenente alla classe delle ossidoreduttasi, che catalizza la seguente reazione:
un flavanone + 2-ossoglutarato + O2 ⇄ un diidroflavonolo + succinato + CO2
L'enzima richiede Fe2+ ed ascorbato.